# Melanotus exiguus
Melanotus exiguus is een keversoort uit de familie kniptorren (Elateridae). De wetenschappelijke naam van de soort is voor het eerst geldig gepubliceerd in 1933 door Fleutiaux.